# اختبار دائرة القصر

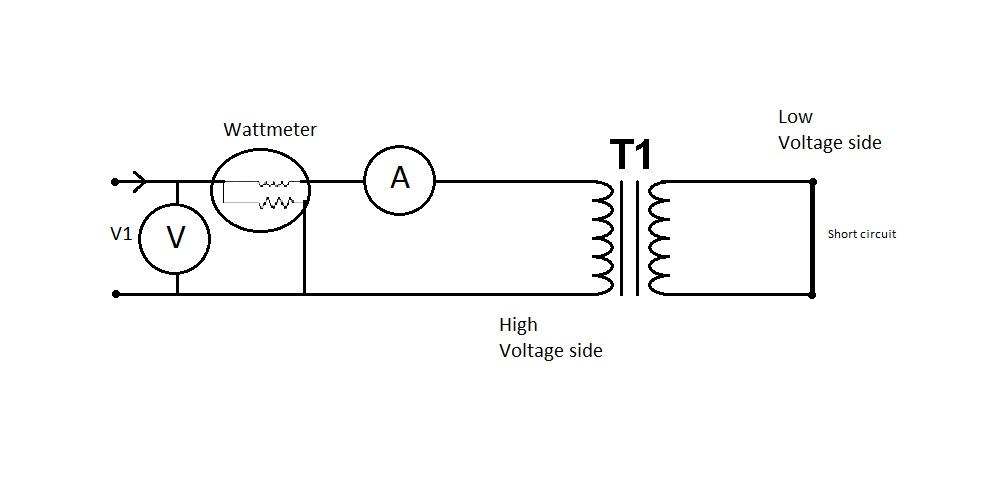
الدائرة المكافئة

الغرض من اختبار دائرة القصر هو تحديد قيمة العناصر المكونة للدائرة المكافئة للمحول . 

## الطريقة
يجري الاختبار على الجانب ذي الجهد العالي، ويحدث القصر على جانب الجهد المنخفض. ويتم توصيل الأميتر بالابتدائي، ويوصل الأميتر على التوالي مع ملفات الابتدائي. بينما يتم توصيل الفولتميتر على التوازي لقياس قيمة الجهد الذي يحصل عند قصر الدائرة.
ويمكن باستخدام جهاز الفارياك أن يتم تغيير قيمة الجهد تدريجياً، حتي تصل قراءة الأميتر للقيمة المقننة. وعندما تسجل قراءات الأجهزة الثلاثة (الأميتر،الفولتميتر, الواتميتر). ولأن المحولات تكون معرضة لجهد عالي يتم إجراء هذة التجربة على المحولات الصغيرة نسبيا حتي لا تسبب خسائر كبيرة إذا حدث خطأ في التجربة.

## الشروط
لإجراء اختبار دائرة القصر على أحد المحولات يراعي : 
- فصل محول الطاقة من الخدمة .
- فصل النيوترال عن الأرضي .
- يكون المصدر الوحيد للدائرة في الجانب الأقل جهدا .
- قياس قيمة التيار في النيوترال، جانب الجهد العالي، جانب الجهد المنخفض .
- يشير الواتميتر إلي المفاقيد النحاسية في المحول .

## الحسابات
- W : هي المفاقيد النحاسية .
- V1 : هو الجهد المطبق .
- I1 : هو التيار المقنن .
- Ro1 : هي المقاومة منسوبة للابتدائي .
- Zo1 : هي المعاوقة الكهربائية منسوبة للابتدائي .
- Xo1 : هي حث الملف منسوب للابتدائي .
- W = I1^2 * Ro1
- Ro1 = W / I1^2
- Zo1 = V1 / I1
- Xo1 = ( Zo1^2 - Ro1^2 )^.5